# Palacio Ross

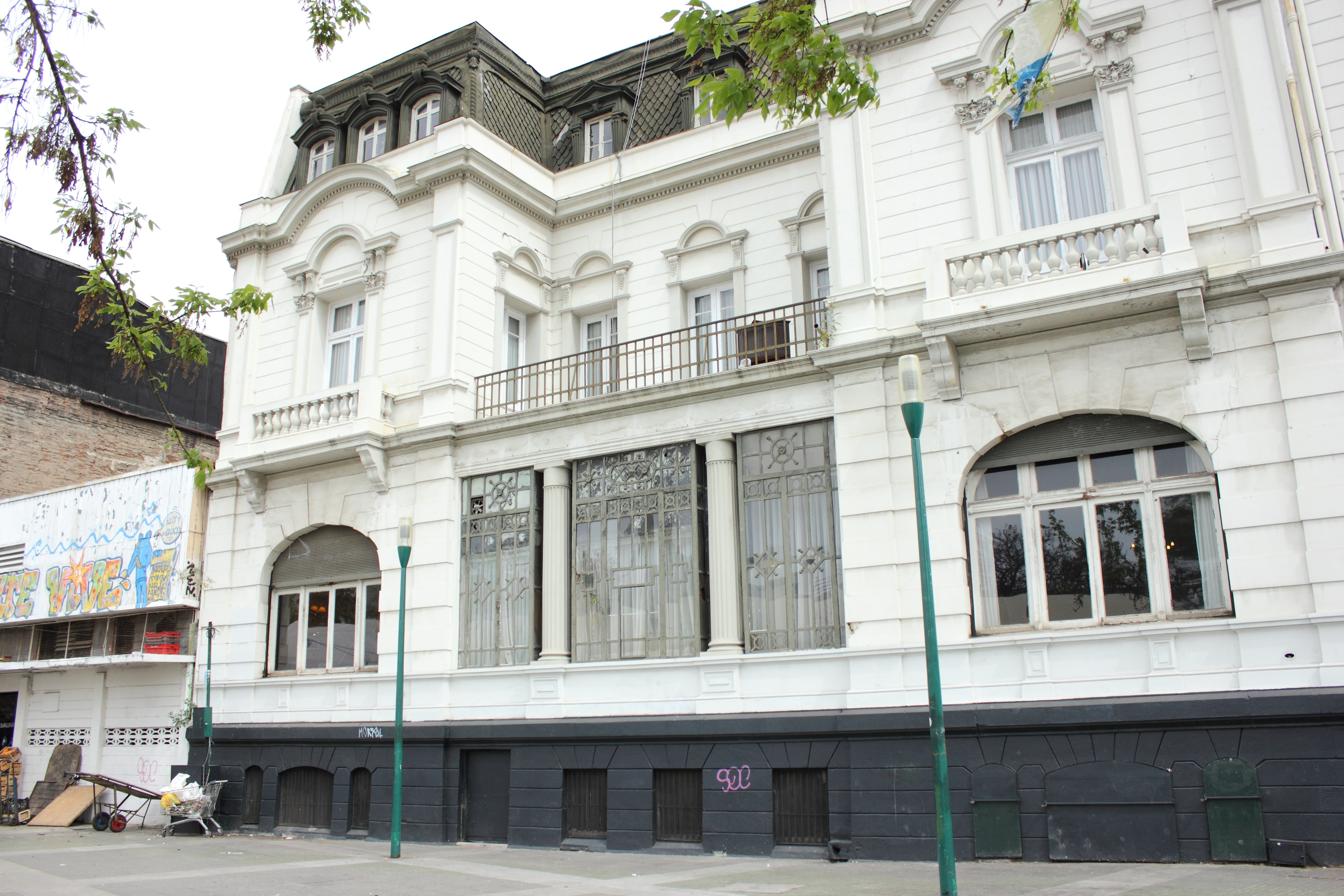
El Palacio Ross visto desde Avenida Brasil.

El Palacio Ross es una edificación ubicada en El Almendral, plan de la ciudad de Valparaíso, Chile. Construido por Juana Ross Edwards e inaugurado en 1890, desde los años 1920 alberga el Club Alemán de Valparaíso. Fue declarado Monumento Nacional de Chile, en la categoría de Monumento Histórico, mediante el Decreto Supremo N.º 556, del 10 de junio de 1976.

## Historia
En el año 1888 Juana Ross de Edwards hizo construir una residencia para su hermano Agustín Ross. El edificio fue finalmente inaugurado en 1890, y ocupado por el diplomático hasta el año 1914, cuando se mudó a la vecina ciudad de Viña del Mar. A su muerte, fue adquirido por el Banco de A. Edwards, y posteriormente albergando el Club Alemán de Valparaíso.
El Club Alemán fue fundado el año 1838 por la colonia alemana de la ciudad, siendo la primera institución de su género en América del Sur. Su primer lugar de reunión fue una casa cerca de la Iglesia de la Matriz, cambiándse luego a una casa más amplia en la Plaza Echaurren. Este lugar fue ocupado hasta que en los años 1920 adquirió el Palacio Ross. Esta institución mandó a remodelar el edificio en 1929 a los arquitectos Anwandter, ampliando dos pisos hacia calle Bellavista.

## Descripción
Se presume que su autor es el arquitecto Juan Eduardo Fehrman, autor de otras obras encargadas por Juana Ross. Con características neoclásicas y eclécticas, su fachada hacia Avenida Brasil presenta dos cuerpos laterales conformando un cuerpo central, dando origen en el segundo nivel a un balcón. El tercer piso presenta una mansarda con ventanas con arcos y salientes.
En el primer piso se ubica el restaurante del Club Alemán, un bar, un salón de juegos y una sala de lectura para socios del club. En el segundo nivel se encuentran los salones Bellavista, Salvador Donoso —los más amplios—, Juana Ross, Hamburgo y Kaiser, además del salón del directorio, que cuenta con retratos de tres figuras históricas alemanas: Otto von Bismarck, Guillermo II y Maximilian von Spee. El tercer y último nivel sirve de sede de diversas instituciones chileno-alemanas, como la Corporación Cultural Chileno Alemana, la Sociedad Alemana de Beneficencia y el Club Alemán de Excursionismo.